# Інститут картоплярства НААН України
Інститут картоплярства НААН — головна наукова установа з проблем картоплярства України, яка координує дослідження науково-дослідних та вищих навчальних закладів держави з цього питання.

## Історія
- 1932 — дослідне поле Харчопрому СРСР
- 1933 — дослідне поле селекційно-насінницької сітки Головспирту
- 1935 — Київська дослідна станція ВНДІ спиртової промисловості
- 1956 — Немішаївська селекційно-дослідна станція з картоплі Інституту землеробства
- 1968 — Український науково-дослідний інститут картопляного господарства
- 1992 — Інститут картоплярства УААН
- 2010 — З наданням академії аграрних наук національного статусу, відбувається зміна назви інституту в Інститут картоплярства НААН України.

Історія розвитку науково-дослідної роботи з картоплею в Україні започаткована організацією Київської обласної дослідної станції рішенням Ветеринарно-агрономічної комісії Київських губернських зборів від 14 грудня 1911 р., де була зосереджена робота з селекції та насінництва, і проводили її завідувач кафедри Київського політехнічного інституту професор М. К. Малюшицький та селекціонер Р. Д. Шехаєв.

### 1930-1940-ві роки
В 1932 році в Немішаєві створюється дослідне поле по вирощуванню картоплі як сировини для спиртової промисловості, яке в 1933 р. разом з дослідними полями спиртозаводів Головспирту було оформлене в Селекційно-насінницьку сітку Головспирту.
У 1935 р. на базі селекційно-насінницької сітки Головспирту створена Київська селекційно-дослідна станція Всесоюзного науково-дослідного інституту спиртової промисловості, перейменована у 1944 р. на Київську сільськогосподарську дослідну станцію Всесоюзного науково-дослідного інституту спиртової промисловості. Це була наукова сільськогосподарська установа по картоплярству з проведенням досліджень з селекції, агротехніки, агрохімії, фітопатології, насінництва.
Протягом 1935—1941 pp. були створені сорти картоплі Стахановська, Червоноспиртова, Рясна, клон сорту Вольтман 1177.

### 1950-1980-ті
З 1956 р. станція перейменовується в Немішаєвську селекційно-дослідну станцію і переходить у підпорядкування Українського науково-дослідного інституту землеробства.
Враховуючи проблеми розвитку галузі картоплярства, її значення для народного господарства країни, Рада Міністрів УРСР прийняла 9 серпня 1968 року Постанову за № 406 про створення на базі станції Українського науково-дослідного інституту картопляного господарства (УНДІКГ) з підпорядкуванням Південному відділенню Всесоюзної академії сільськогосподарських наук ім. В. І. Леніна. До складу УНДІКГ ввійшли: Київська овочево-картопляна дослідна станція, Поліська сільськогосподарська дослідна станція ім. О. М. Засухіна й Чернігівська дослідна станція по картоплі. Інститут стає центром з селекції картоплі.
В цей період була розроблена і впроваджена у виробництво прогресивна система насінництва, в основу якої покладено створення спеціалізованих зон вирощування елітного насіння картоплі в так званих «закритих районах». В Україні було організовано близько 20 закритих районів і зон — це найкращі за природно-кліматичними умовами райони вирощування картоплі. Їх завданням стало забезпечення виробництва близько 40 тис. т елітної та 250 тис. т сортової насінної картоплі для всієї України. Ця робота проводилась під керівництвом доктора сільськогосподарських наук професора О. Онищенка.
Від 1973 року селекцію картоплі в інституті очолює заслужений працівник сільського господарства України, доктор сільськогосподарських наук, керівник селекцентру Андрій Антонович Осипчук. Під його керівництвом та за безпосередньої участі створено понад 60 сортів картоплі, з яких більше 40 заносились до Реєстру сортів рослин України, Республіки Білорусь, Російської Федерації, Литви, Латвії. Серед них такі відомі сорти: Бородянська рожева, Повінь, Серпанок, Обрій, Світанок київський, Фантазія, Лілея, Слов'янка, Явір, Водограй, Дніпрянка, Забава, Червона рута, Левада, Скарбниця, Оберіг, Поліське джерело та ін.

### 1990-ті
З 1990 року інститут переходить у підпорядкування новоствореної Української академії аграрних наук (УААН), яка здійснює фінансування та наукове керівництво інститутом і згідно з наказом УААН № 100 від 14.04.1992 року Український науково-дослідний інститут картопляного господарства було перейменовано в Інститут картоплярства УААН, у підпорядкуванні якому перебували: дослідне господарство «Немішаєве», Чернігівська дослідна станція, Поліська дослідна станція ім. О. М. Засухіна, дослідне господарство ім. Тарасюка.
За період 2004–2006 рр. в підпорядкування інституту передані ДП ДГ «Артеміда», «Пархомівське», «Корделівське».
Від 2010 року, з наданням академії аграрних наук національного статусу, відбувається зміна назви інституту в Інститут картоплярства НААН. Зона діяльності інституту — територія України.
Нині Інституту картоплярства НААНУ підпорядковані:
- ДП ДГ «Артеміда»,
- «Корделівське»,
- Поліська дослідна станція ім. О. М. Засухіна,
- Калинівський та Пархомівський опорні пункти.

Основні напрями наукових розробок — селекція, насінництво, агротехніка картоплі; вдосконалення технології вирощування і зберігання насінної та продовольчої продукції; боротьба з шкідниками та хворобами; переробка та економіка виробництва. З 90-х років, з розвитком промисловості щодо переробки картоплі на картоплепродукти, в інституті ведеться селекція сортів, придатних для вказаного виду господарського використання.
Нині очолює колектив інституту доктор сільськогосподарських наук, професор Бондарчук Анатолій Андрійович.
Інститут картоплярства є головною науково-дослідною установою з проблем картоплярства України, яка координує науково-дослідну роботу щодо культури картоплі науково-дослідних та вищих навчальних закладів держави.
З часу створення інституту відбувається тісний обмін науковими досягненнями, зокрема вихідним матеріалом, з рядом зарубіжних країн: Польщею, Югославією, Угорщиною, Румунією, Чехією, Словенією та іншими. У зв'язку з високим рівнем досліджень інституту, появою ефективних технологічних розробок значно розширився обмін науковою інформацією з Нідерландами, Англією, США, Мексикою, Німеччиною, Ізраїлем, Китаєм, Індією та іншими країнами.

## Сфера діяльності
- селекційні роботи;
- виробництво та продаж насіннєвого матеріалу сортів власної селекції;
- розробка та удосконалення технологій:
- відтворення насіннєвого матеріалу;
- прискорення розмноження оригінальних сортів;
- вирощування насіннєвої та продовольчої картоплі;
- зберігання та переробки вирощеної продукції
- надання консультативних та маркетингових послуг

Галузева належність: Наука, розробки, проєктування, агропром та харчова промисловість.

## Виведені сорти
1. Багряна (середньостиглий, універсальний; створений в Інституті картоплярства УААН, занесений до реєстру сортів рослин України 2001 р.)
2. Билина (середньостиглий, столового призначення; створений в Інституті, занесений до реєстру з 2006 р.)
3. Божедар (ранній, столового призначення; створений на Поіській дослідній станції ІК, занесений до Реєстру з 1996 р.)
4. Бородянська рожева (ранній, столового призначення; створений в Інституті, занесений до реєстру з 1993 року)
5. Веста (ранній, столового призначення; створений на Поліській дослідній станції ІК, занесений до Реєстру з 2003 р.)
6. Віринея (середньостиглий, столового призначення, створений в Інституті, занесений до Реєстру з 2001 року)
7. Водограй (середньоранній, столового призначення; створений в Інституті, занесений до Реєстру з 1995 р)
8. Гарт (ранній, столового призначення; створений на Поліській дослідній станції ІК, занесений до Реєстру з 1990)
9. Горлиця (середньостиглий, столового призначення, створений в Інституті, занесений до Реєстру з 1996 р.)
10. Дара (середньоранній, столового призначення; створений на Поліській дослідній станції ІК, занесений до Реєстру з 2004 р)
11. Дніпрянка (ранній, столового призначення; створений в Інституті, занесений до Реєстру з 2002 р.)
12. Доброчин (середньоранній, столового призначення, створений на Поліській дослідній станції, занесений до Реєстру з 1995 р.)
13. Дубравка (середньостиглий, столового призначення, створений на Поліській дослідній станції ІК, занесений до Реєстру з 2001 р.)
14. Забава (середньоранній, столового призначення, створений в Інституті, занесений до Реєстру з 2004 р.)
15. Загадка (ранній, універсального призначення, створений в Інституті, занесений до Реєстру з 2006 р.)
16. Зов (ранній, універсального призначення; створений на Поліській дослідній станції ІК, занесений до Реєстру з 1989 р.)
17. Ікар (середньопізній, універсального призначення; створений на Поліській дослідній станції ІК, занесений до Реєстру з 1983)
18. Кобза (ранній, універсального призначення; створений в Інституті, занесений до Реєстру з 1995 р.)
19. Косень 95 (ранній, столового призначення; створений на Поліській дослідній станції ІК, занесений до Реєстру з 1999 р.)
20. Купава (середньоранній, столового призначення; створений в Інституті, занесений до Реєстру з 1998 р.)
21. Лелека (Середньостиглий, універсального призначення; створений в Інституті, занесений до Реєстру з 2002 р.)
22. Либідь (середньостиглий, універсального призначення; створений в Інституті, занесений до реєстру з 1993 р.)
23. Лілея (середньостиглий, універсального призначення; створений в Інституті, занесений до Реєстру з 2003 р.)
24. Луговська (середньостиглий, столового призначення; створений в Інституті, занесений до Реєстру з 1987 р.)
25. Малинська біла (середньоранній, столового призначення; створений на Поліській дослідній станції ІК, занесений до рестру з 2005 р.)
26. Малич (середньоранній, столового призначення; створений на Поліській дослідній станції ІК, занесений до Реєстру з 1998 р.)
27. Мелодія (ранній, столового призначення; створений в Інституті, занесений до Реєстру з 2005 р.)
28. Надійна (середньостиглий, столового призначення; створений в Інституті, занесений до Реєстру з 2006 р.)
29. Незабудка (ранній, столового призначення; створений в Інституті, занесений до Реєстру з 1981 р.)
30. Немішаївська 100 (середньоранній, столового призначення; створений в Інституті, занесений до Реєстру з 2004 р.)
31. Обрій (середньоранній, універсального призначення; створений в Інституті, занесений до Реєстру з 1997 р.)
32. Ольвія (Середньопізній, столового призначення; створений в Інституті, занесений до Реєстру 1999 р.)
33. Повінь (ранній, столового призначення; створений в Інституті, занесений до Реєстру з 2000 р.)
34. Поліська 96 (середньоранній, столового призначення; стврений на Поліській дослідній станції, занесений до Реєстру з 2001 р.)
35. Поліська рожева (середньопізній, столового призначення; створений на Поліській станції, занесений до Реєстру з 1978 р.)
36. Поляна (середньоранній, столового призначення; створений в Інституті, занесений до Реєстру з 2002 р.)
37. Поран (ранній, столового призначення; створений на Поліській дослідній станції ІК, занесений до Реєстру з 2001 р.)
38. Посвіт (ранній, столового призначення; створений на Поліській дослідній станції ІК, занесений до Реєстру з 1992 р.)
39. Пост 86 (середньоранній, столового призначення; створений на Поліській дослідній станції ІК, занесений до Реєстру з 1991 р.)
40. Радич (середньоранній, столового призначення; створений на Поліській дослідній станції, занесений до Реєстру з 1997 р.)
41. Ракурс (середньопізній, столового призначення; створений в Інституті, занесений до Реєстру з 1997 р.)
42. Світанок Київський (середньоранній, універсального призначення; створений в Інституті, занесений до Реєстру з 1987 р.)
43. Серпанок (ранній, столового призначення; створений в Інституті, занесений до Реєстру з 2001 р.)
44. Слов'янка (середньостиглий, столового призначення; створений в Інституті, занесений до Реєстру з 1999 р.)
45. Тетерів (середньопізній, столового призначення; створений на Поліській дослідній станції ІК, занесений до Реєстру з 2002 р.)
46. Тирас (ранній, столового призначення; створений на Поліській дослідній станції, занесений до Реєстру з 2004 р.)
47. Українська рожева (середньостиглий, столового призначення; створений в Інституті, занесений до Реєстру з 1989 р.)
48. Фантазія (середньоранній, універсального призначення; створений в Інституті, занесений до Реєстру з 2001 р.)
49. Червона рута (середньопізній, універсального призначення)
50. Явір (середньостиглий, столового призначення; створений в Інституті, занесений до реєстру з 2000 р.).